# 米朗博
米朗博（法語：Mirambeau，法語發音：[miʁɑ̃bo]），法国西南部市镇，位于新阿基坦大区滨海夏朗德省，隶属于容扎克区，其市镇面积为26.94平方公里，2022年1月1日时人口数量为1,532人，在法国城市中排名第6,928位。
米朗博位于滨海夏朗德省南部，南侧与吉伦特省接壤，是一个区域性的中心城市，A10高速公路经过其附近并设有出入口，另有多条干线公路在此交汇。

## 地名来源
根据法国地名学家埃内斯特·内格尔的论述，“米朗博”一名可能出自奥克语，意为“美景”，其拉丁语转写为“Mirambellum”。

## 历史
米朗博的早期历史尚不清楚，中世纪时当地长期为桑通日行省的一部分，隶属于蓬镇行政区。17世纪时，当地领主在此修建米朗博城堡。18世纪时，小尼奥尔（Petit Niort）堂区并入米朗博堂区。法国大革命后，米朗博成为内夏朗德省（1941年更名为滨海夏朗德省）的一个市镇。工业革命期间，一条窄轨铁路曾由此通过，后因公路兴起而废弃。1981年，途径米朗博的A10高速公路建成通车，其米朗博出入口附近逐渐形成工业物流园区。

## 地理

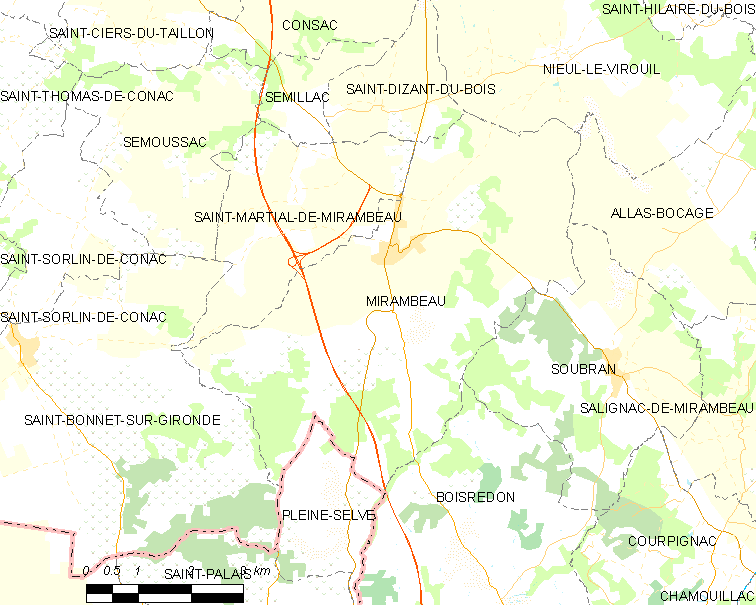
米朗博市镇范围地图

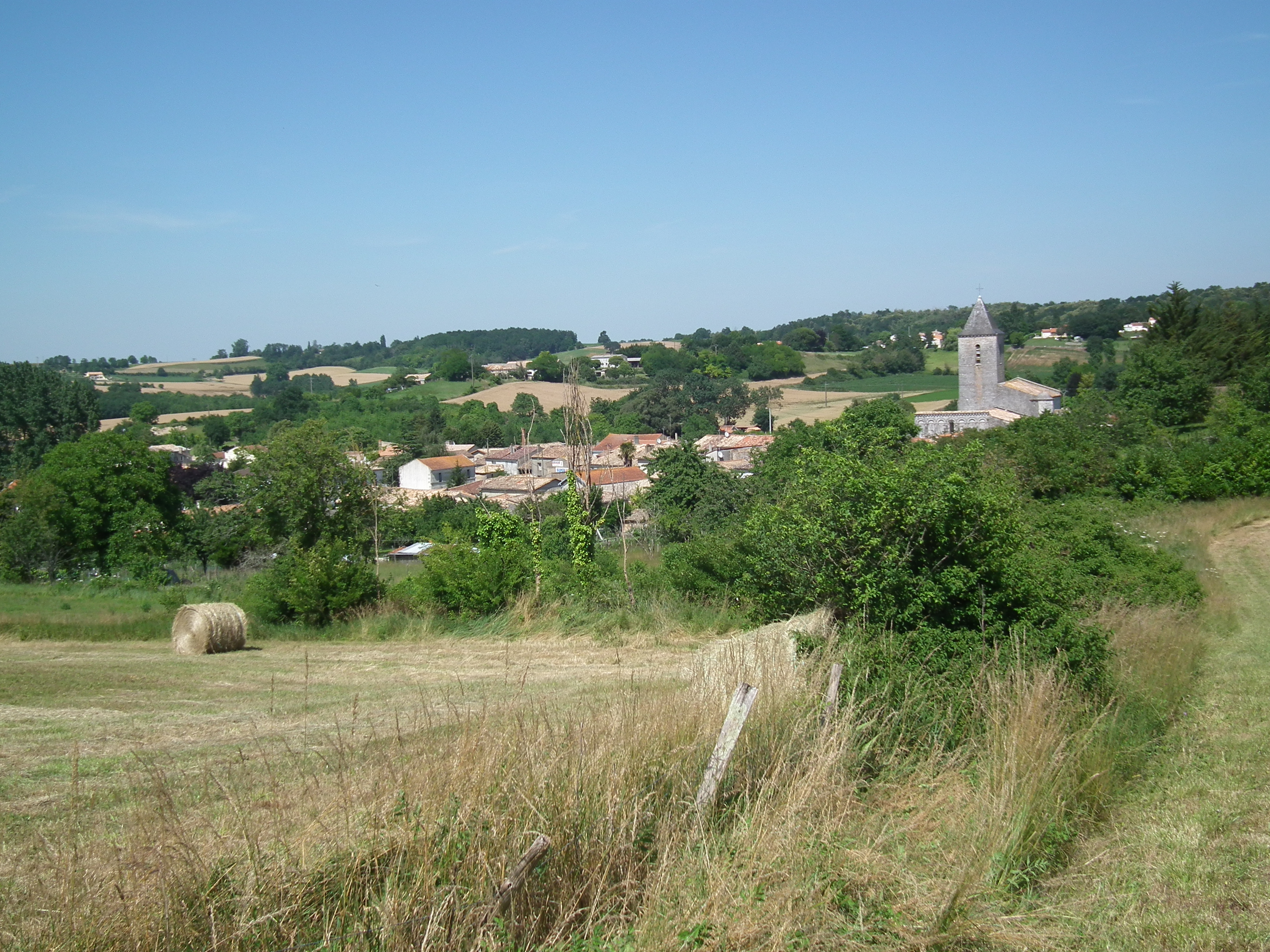
米朗博市区周边的田园景观

米朗博位于法国西南部，新阿基坦大区西部偏北和滨海夏朗德省南部，距离省会拉罗谢尔大约119公里。与米朗博接壤的市镇包括：圣迪藏迪布瓦、尼约勒勒维鲁伊、阿拉博卡日、圣马夏尔德米朗博、吉伦特河畔圣博内、苏布朗、普莱讷塞尔沃和布瓦勒东。

### 地形
米朗博位于桑通日南部，境内以平原，浅丘为主，市镇中心地势较为平坦，整体地势自北向南有所抬升，部分区域起伏明显，全境海拔在9到108米之间。

### 水文
费拉河（Le Ferrat）发源于米朗博市镇范围内，该河自米朗博向西注入吉伦特河口。

### 植被
米朗博属于温带阔叶混交林区，当地多博卡日景观，林地散落分布于市镇范围内多个区域。
在鲜花城市的评比中，米朗博暂未被评级。

### 气候
米朗博在柯本气候分类法中属于温带海洋性气候（Cfb）。

## 行政区划
米朗博的市镇编号为17236，邮政编号为17150。
在行政管理方面，米朗博隶属于法国新阿基坦大区滨海夏朗德省容扎克区；在地方选举方面，米朗博隶属于蓬镇县，其市镇范围全境被划入滨海夏朗德省第四选区；在社会管理方面，米朗博是上桑通日市镇公共社区的组成部分。
截至2023年6月，米朗博市镇范围内暂无任何城市敏感街区及城市政策优先街区。
法国国家统计与经济研究所（简称）在进行数据统计时，未将米朗博划入任何城市核心区（Unité urbaine）、城市区（Aire urbaine）及城市辐射区（Aire d'attraction）内。此外，还将米朗博市镇整体看作一个“块区”（IRIS），以便于统计人口分布情况。

## 交通

### 公路
A10高速公路经过米朗博市区西部，通过37号出入口连接镇中心；此外多条滨海夏朗德省省道在米朗博境内交汇。新阿基坦大区下属的城际客运提供校车巴士线路，可前往周边部分市镇。
2019年，66%的米朗博家庭拥有至少一辆私人汽车。2019年，米朗博境内共发生各类交通事故2起，造成1人遇难，1人受伤，其中1人重伤。
| 37 | 3 |

| 拉罗谢尔 | 117 |

| 罗什福尔 | 90 |

| 波尔多 | 74 |

| 科兹 | 33 |

| 蓬镇 | 24 |

| 容扎克 | 15 |

### 铁路
距离米朗博最近的运营中的客运铁路车站为14公里外的容扎克站，该站停靠往返于波尔多和南特的城际列车。

### 航空
距离米朗博最近的民用航空站为82公里外的波尔多-梅里尼亚克机场。

### 城市公共交通
截至2023年6月，米朗博暂无城市公共交通系统。

## 政治

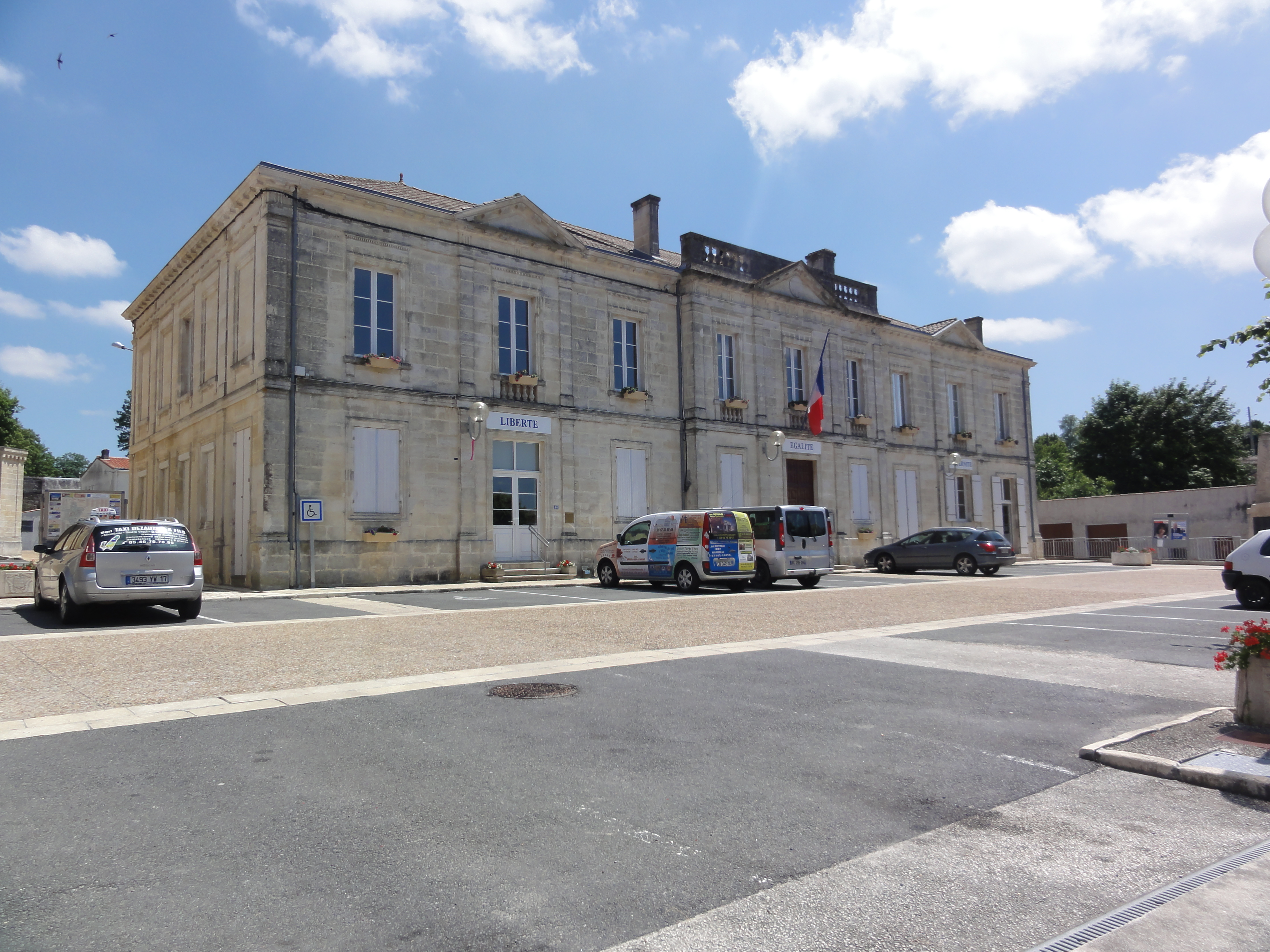
米朗博市政厅

米朗博的现任市长为米莱娜·罗贝尔女士（Mylène ROBERT），她是一名无党派人士，在2020年的市政选举中获得了100.00%的支持率。
在2022年的法国总统大选中，法国极右翼政党国民阵线主席玛丽娜·勒庞在米朗博获得了56.55%的支持率。

## 人口
2020年，米朗博市镇人口数量为1,520，在法国排名第6,928位。其中男性734人，女性766人，75岁及以上人口占12.6%，外籍人口数量为64人，人口密度为56人/平方公里，当地居民被称为（男性）或（女性）。2020年，米朗博境内出生10人，死亡人口35人。
| 米朗博1901年－2020年人口变化情况 |
|                                  |
| 数据来源：Cassini、INSEE         |

## 经济
米朗博是一个区域性的中心市镇。截至2023年6月，米朗博市镇范围内共有各类用人单位（包含自雇）286家，平均历史为18年，其中98.39%为中小型企业（PME），2023年4月至6月间，当地的经济活力指数为0。（零售）、（葡萄酒种植）及（饮品销售）是当地2021年营业额最高的三个企业，分别为24,032,299欧元、4,851,932欧元和183,951欧元。

## 财政与居民收入
2021年，米朗博的财政收入总额为1,659,590欧元，财政支出总额为1,602,420欧元，当年的债务总额为9,460欧元。2021年，米朗博市镇通过增值税获得54,200欧元的收入，此外当地还共获得了105,330欧元的国家直接财政补助。
2020年，米朗博的人均月收入总额为1,690欧元，低于法国平均水平（2,303欧元）。
2019年，米朗博境内的青壮年（15至64岁）失业率为15.8%；当地37.0%的家庭拥有纳税资格，平均纳税2,417欧元，低于法国平均水平（3,910欧元）。

## 社会事务

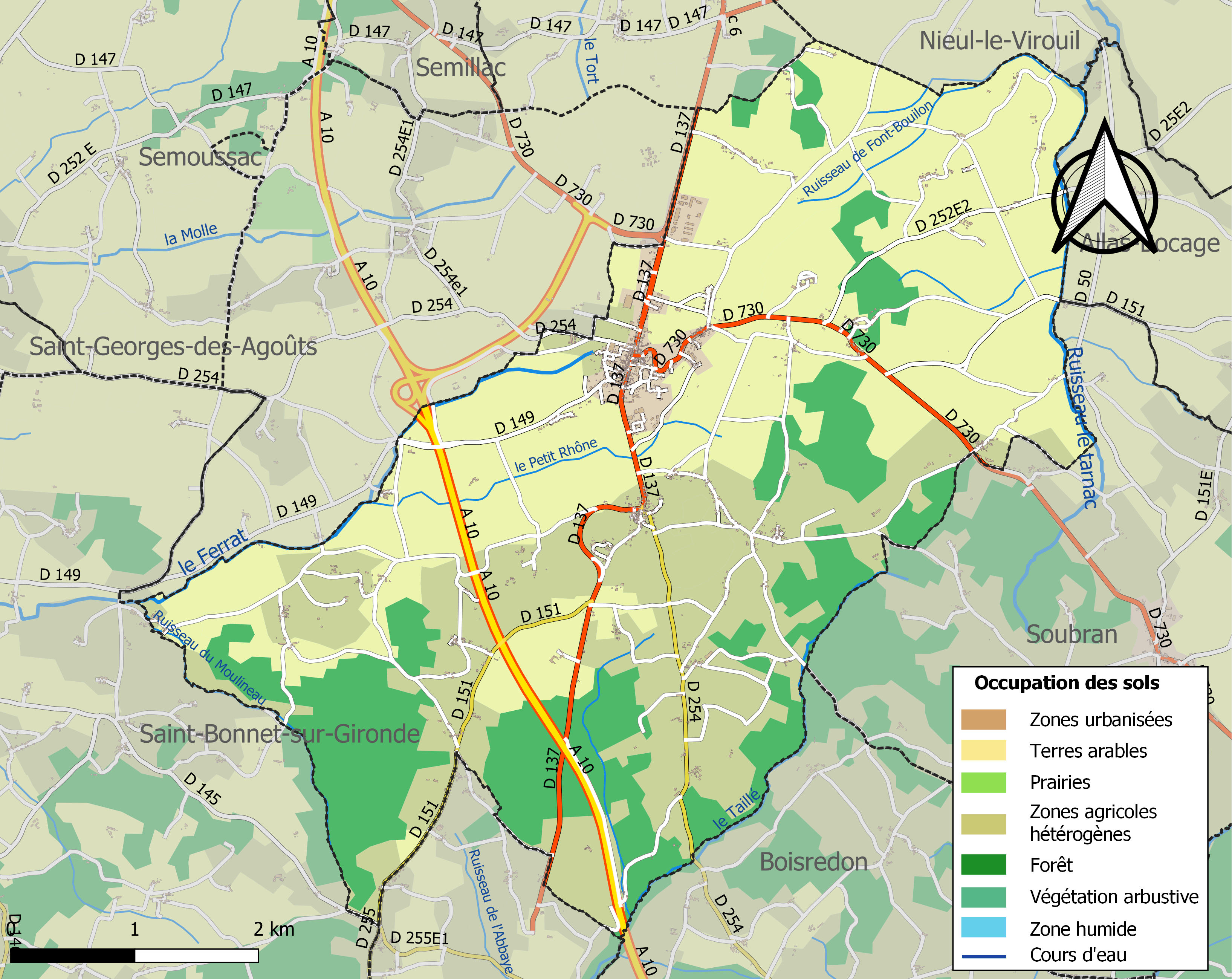
米朗博土地利用情况地图

### 教育
米朗博属于普瓦捷学区。截至2021年1月1日，米朗博境内共有1所幼儿园、1所小学、1所初级中学、0所普通高中、0所农业高中和0所职业高中，其中0所高中开设有大学校预科班。 2021至2022学年度，米朗博境内共有在校中等教育阶段学生240名。

### 医疗
截至2021年1月1日，米朗博境内共有全科医生4名、保健师4名、牙医2名和护士3名。境内共有药房1家、残疾人帮扶中心1家。
距离米朗博最近的区域性医疗机构为容扎克中心医院（Centre Hospitalier de Jonzac），其主病区位于容扎克，距离米朗博市区的正常车程大约14分钟，该院设有床位149个，是当地规模最大的公立综合性医院。

### 住房
2019年，米朗博境内共有各类住房973套，其中78.9%为独立式居民区，17.1%为集中式居民区。常住房屋占米朗博市镇范围内居民建筑总量的74.2%。
在住房保障政策方面，2021年，米朗博境内共有154户家庭获得了住房经济补助，受益人数占总人口数量的10.1%，其中145份为房租补助。

### 商业
2021年，米朗博境内共有各类实体商铺49家，其中餐厅1家、大型超市1家、面包房2家、肉铺1家、银行门店3家、美容美发店10家、汽车维修店5家。镇中心建有一家Super U购物超市。

### 体育
2021年，米朗博境内共有1家游泳池、2间体育馆、2处网球场、1处足球或橄榄球场以及1处篮球或排球场。
截至2023年6月，米朗博县足球俱乐部（Football Club du Canton de Mirambeau，编号552256）是米朗博境内唯一的一家注册足球俱乐部，该足球队主队2022至2023赛季参加滨海夏朗德省足球联赛丁组（法国第十二级别），其主场为市政球场（Stade Municipal）。

### 环境
米朗博的环境事务由其所属的上桑通日市镇公共社区联合各级政府协调负责。2021年，米朗博境内暂无污染企业。

### 治安
2021年，米朗博市镇范围内有1处宪兵队。
米朗博及其附近的共133个市镇是容扎克国家宪兵队（zone gendarmerie de Jonzac）的管辖范围。2020年，该宪兵队累计记录各类案件2,332起，其中盗窃类案件1,198起，经济类案件317起，毒品交易类案件154起。

## 文化

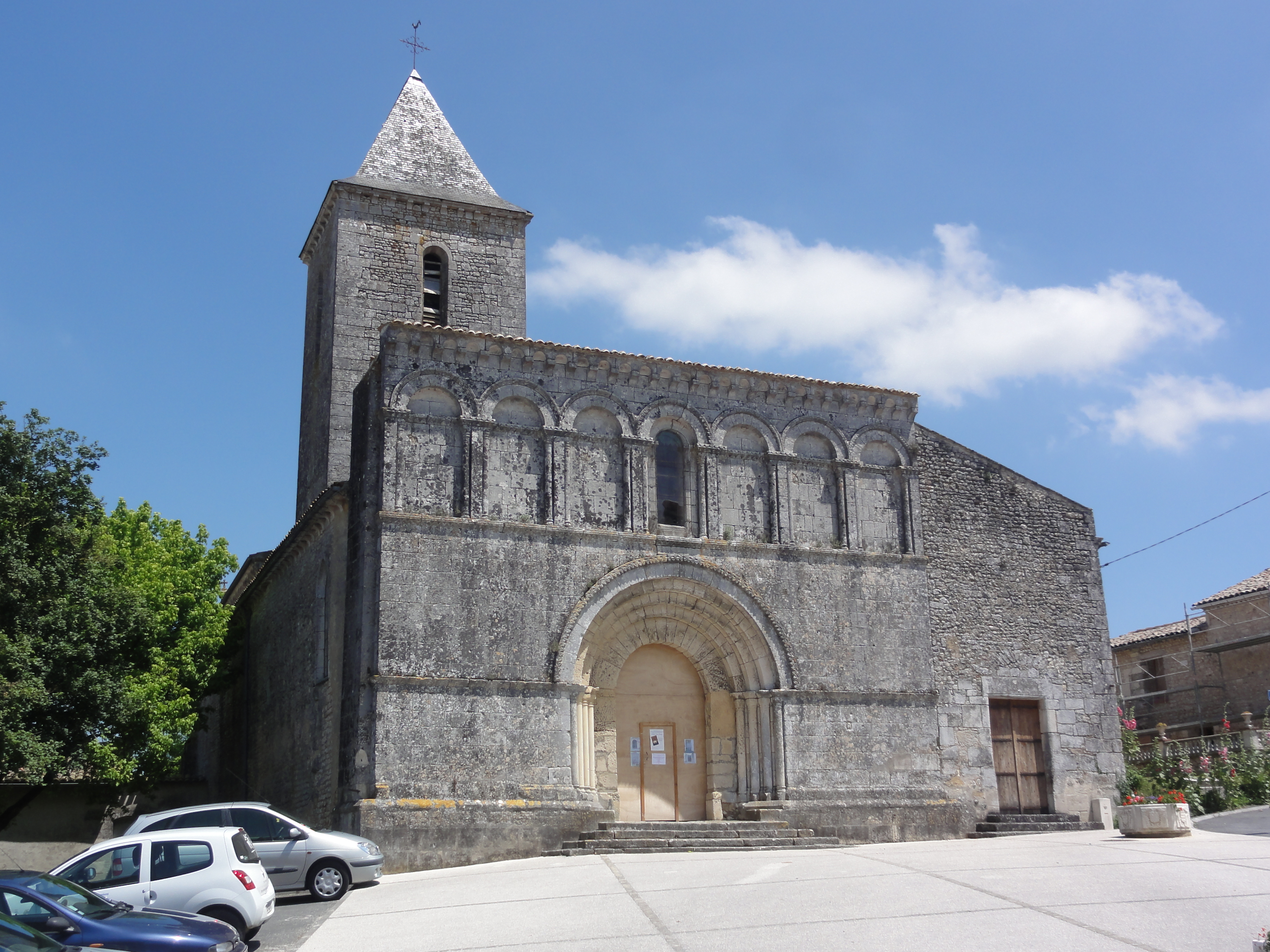
小尼奥尔圣马丁教堂

2021年，米朗博境内暂无任何文化设施。米朗博市政府提供多媒体中心，每周三和六向公众开放。

### 建筑
米朗博境内有多处历史建筑，其中小尼奥尔圣马丁教堂为法国国家文物保护单位，也是当地的地标性建筑物。

### 旅游
米朗博的旅游事务由其所属的上桑通日市镇公共社区负责。2022年，米朗博境内共有2家酒店共计48间房间；另有1个露营地，可容纳共100辆露营车。

### 媒体
法国主要的媒体均可在米朗博接收，法国电视三台下属的新阿基坦大区频道在部分时段播出米朗博所在滨海夏朗德省的地方新闻。云雀广播、蓝色法兰西拉罗谢尔广播、《西南报》等是当地主要的地方性媒体。

## 友好城市
截至2023年6月，米朗博暂无建立任何友好城市关系。